# Volant
Volant es un borough ubicado en el condado de Lawrence en el estado estadounidense de Pensilvania. En el año 2000 tenía una población de 113 habitantes y una densidad poblacional de 383 personas por km².

## Geografía
Volant se encuentra ubicado en las coordenadas 41°6′52″N 80°15′34″O / 41.11444, -80.25944.

## Demografía
Según la Oficina del Censo en 2000 los ingresos medios por hogar en la localidad eran de $30,625 y los ingresos medios por familia eran $37,917. Los hombres tenían unos ingresos medios de $38,750 frente a los $25,417 para las mujeres. La renta per cápita para la localidad era de $17,642. Alrededor del 7.9% de la población estaba por debajo del umbral de pobreza.